# Chůva (opereta)
Chůva (ve francouzském originále La Bonne d'enfant) je opereta – autoři ji žánrově označují jako „opérette-bouffe“ – o jednom dějství francouzského skladatele Jacquese Offenbacha na libreto Eugèna Berciouxe z roku 1856. Měla premiéru 14. října 1856 v pařížském Théâtre des Bouffes-Parisiens.

## Vznik, charakteristika a historie
Opereta Chůva vznikla pro druhou sezónu divadla Bouffes-Parisiens a byla jedinou spoluprací Offenbacha s libretistou Eugènem Berciouxem. Poněkud lascivní historka z prostředí pařížské nižší vrstvy, s převlekovou komedií a bláznivou rvačkou, je v kontextu Offenbachových děl i repertoáru Bouffes-Parisiens řídkým příklonem k látkám typickým pro soudobá lidová činoherní nebo vaudevillová divadla (teatrolog Kurt Gänzl se domnívá, že námět značně připomíná frašku The Area Belle Williama Brougha a Andrewa Hallidaye). Sloužila mimo jiné k představení nových posil hereckého souboru divadla, Victora Duboucheta a Marie Garnierové.
I Ofenbachovi příznivě naklonění recenzenti kritizovali zvláště jednak libreto, jednak výkon představitelů. Gustave Héquet žehral v L'Illustration na „výstřednost pochybného vkusu, ostatně podprůměrně zahranou“, recenzent Ménéstrelu odbyl libreto Chůvy jako „hrubozrnnou frašku“ a Benoît Jouvin v Le Figaro ji považoval za „mnoho povyku pro nic“, vyjadřoval zklamání nad hrou všech tří představitelů a ptal se: „což výstřednost nezná ani mezí, ani míry?“ Zato Offenbachova hudba byla předmětem jednoznačné chvály. Skladateli, který svou tvorbu často obhajoval odvoláním na polozapomenuté tradice francouzského divadla, muselo potěšit, když jeho dílo bylo označováno za skutečnou „starodávnou opéru comique“ nebo když byl pomocí srovnání s velmi oblíbeným a uctívaným autorem v tisku označován za „Adolpha Adama z Bouffes-Parisiens“. Jedinou, avšak opakovanou výtkou bylo, že vůbec na Berciouxovo libreto psal, neboť jeho „okouzlující motivy […] by se lépe vyjímaly jinde“. První historik Bouffes-Parisiens Albert de Lasalle odbývá Chůvu jedinou větou: „Kus komičtější v záměru než ve skutečnosti.“
Přes rozpaky kritiky zůstala Chůva na repertoáru Bouffes-Parisiens mnoho let. Divadlo ji hojně hrálo také na svých zájezdech, například londýnském divadle St James's Theatre v květnu až červenci 1857 (poprvé 26. května), v Krollově divadle v Berlíně v červnu 1858 (20. 6. navštívil představení i Giacomo Meyerbeer), v červenci a srpnu pak v lázních Bad Ems, 2. června 1862 ji hráli poprvé na hostování ve Vídni (Franz-Josefs-Kai-Theater, celkem 6krát, s Lucille Tostée v roli Dorothée), 19. července téhož roku v Bruselu (Théâtre du Parc). Později kočovné francouzské divadelní společnosti uvedly Chůvu i do jiných míst: například již roku 1866 se hrála v Théâtre des Variétés v Rio de Janeiru.
Ve Vídni, po Paříži druhém nejvýznamnějším středisku Offenbachovy tvorby, se roku 1862 chystala inscenace v Divadle na Nábřeží Františka Josefa (Theater am Franz-Josef-Kai, zvané Kaitheater nebo Treumanntheater); německou úpravu pod názvem Die Kindsfrau měl pořídit Alois Berla a měli v ní vystupovat Anna Grobeckerová a Louis (Alois) Grois, avšak nakonec se neuskutečnila. Svou poměrně pozdní vídeňskou premiéru tedy měla Chůva – pod označením „burleskní opereta“ – v jen krátce (1866–1868) trvajícím divadle Harmonie-Theater 3. listopadu 1867, a to v německém překladu Carla Juina [Karl Guigno] pod názvem Das Kindsmädchen. Opereta se líbila a i kritika byla vcelku příznivá, např. Die Presse psala: „Text je uvolněný a zábavný, hudba, která stále upomíná na novější melodie téhož skladatele, je svěží a drastická, ale nepopíratelně ještě vězí v poutech začátečnictví.“ Jak však táž kritika předvídala, nestala se Chůva kasovním trhákem ani pro finančně nestabilní divadlo Harmonie, ani později pro další scény německy mluvícího prostoru (kde se uváděla i pod názvy Die Kindergärtnerin a Die Kinderwärterin). Dříve a úspěšněji než ve Vídni se Chůva prosadila v uherské polovině Rakouského císařství. Maďarská premiéra se konala již 5. března 1863 v budínském Lidovém divadle v překladu Pála Tarnaye (Madarassyho) pod názvem A dajka. Vedle Budapešti se Chůva hojně po další čtvrtstoletí uváděla i v Kluži (poprvé září 1863), Košicích (1864) i Debrecínu (1866).
V anglicky mluvícím světě se Chůva příliš nerozšířila. Uvedlo ji však londýnské divadlo Crystal Palace Opera Theatre pod názvem Rouge et Noir, or One Too Many (premiéra 22. září 1872).
Ve Španělsku byla Chůva poprvé hrána roku 1872 pod názvem El cazador y la niñera v překladu Laureana Sáncheze Garaye a Vicenta de Lalamy v madridském Teatro de la Zarzuela. Pro Itálii zakoupilo autorská práva roku 1874 od Heugelova nakladatelství nakladatelství Sonzogno, ale o skutečném provedení nejsou zprávy.
Ve Francii nebyla Chůva malými, amatérskými nebo příležitostnými divadly nikdy zcela zapomenuta a v posledních letech prožívá jistou renesanci, o čemž svědčí například velmi úspěšná inscenace v Opéra de Metz roku 1991 (premiéra 22. března), inscenace z roku 201 v pařížském Théâtre de l'Île Saint-Louis v podání souboru Les Délassements Lyriques či uvedení tohoto dílka roku 2010 na festivalu v Étretatu, roku 2011 divadlem Offenbach Operetta Studio v Mexiku nebo roku 2015 v rámci L'Opéra au village a Opéra de Barie. Roku 2018 ji společnost pod vedením offenbachovského badatele Jeana-Christopha Kecka hrála ve foyer Théâtre de l'Odéon v Marseille.

### České země
Jedinou inscenaci Chůvy v českých zemích zorganizoval herec Ignatz Czernits, který byl v roce 1867 prvním vídeňským představitelem sapéra Habtachta (Mitouflarda). Czernits se totiž v létě 1868 stal ředitelem Městského divadla v Olomouci. Již jako host se představil 16. července 1868 ve stejné roli ve svém dosavadním působišti, totiž divadle Thalia-Theater ve Štýrském Hradci, a již 30. září 1868 ji zopakoval v inscenaci Chůvy ve svém novém olomouckém angažmá. Za relativní úspěch tato inscenace vděčila právě jeho výkonu. Jiná divadla v českých zemích tuto operetu neuvedla.

## Osoby a první obsazení
| osoba                        | hlasový obor | světová premiéra (2.10.1856) | vídeňská premiéra (3.11.1867) | česká premiéra (30.9.1868) |
| ---------------------------- | ------------ | ---------------------------- | ----------------------------- | -------------------------- |
| Mitouflard, sapér [Habtacht] | bas          | Victor-Jacques Dubouchet     | Ignatz Czernits               | Ignatz Czernits            |
| Gargaillou, kominík [Russig] | tenor        | Michel                       | Evenbach                      | Saccörsberg                |
| Dorothée, chůva [Dorothee]   | soprán       | Marie Garnier                | Hild                          | Frühling                   |
| Měšťan [Walter]              | mluvená role | Charles Delaquis             | Wasner                        | Jungmann                   |
| Dirigent:                    | Dirigent:    | Jacques Offenbach            | Carl Ferdinand Konradin(?)    | …                          |

## Děj operety

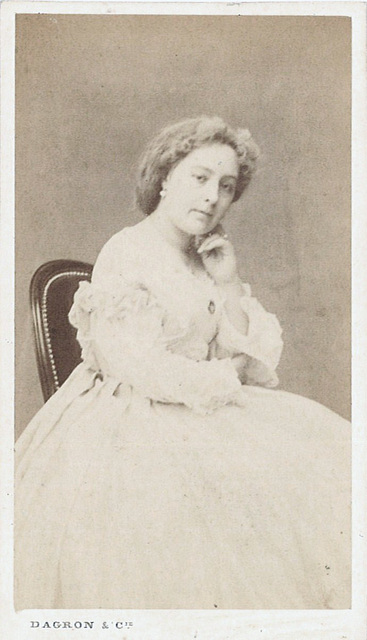
Marie Garnier, první představitelka titulní role v Offenbachově Chůvě

(Měšťanská jídelna s kolébkou) Měšťanský pár odchází na večeři k sousedům na protější straně ulice a domácí pán (již mimo jeviště) dává poslední pokyny chůvě jejich osmnáctiměsíčního děcka, půvabné Dorothée. Dorothée má již svých zaměstnavatelů i svěřence po krk; ráda by se vdala a byla paní ve vlastním domě. A o nápadníky nemá nouzi. Je tu pan Gargaillou, kominický mistr se zajištěnou existencí a vážnými úmysly, ale nedosti pohledný; pak sapér Mitouflard, temperamentní a zábavný, ale ne příliš důvěryhodný; a konečně trubač od dragounů Brin d'amour, který by jí vyhovoval, ale zdali je ochoten k sňatku? Dnes večer má smluvenu schůzku, na níž by se tato otázka vyřešila. Ale místo znamení trubky se ozve zvonek u dveří. Je to Gargaillou, který jí přišel opět vyznat svou lásku tak ohnivou, že se Dorothée obává požáru (duet Je rôtis, je brûle… Au feu! Au feu!).
Znovu se ozve zvonek, a protože by bylo tragédií pro její zaměstnání i pověst, kdyby její pánové naši v bytě cizího muže, ukrývá chůva kominíka do almary. Ale nový příchozí je její další ctitel, sapér Mitouflard, a i on jí plamennými slovy vyznává lásku (duet Je rôtis, je brûle… Couronnez, ma tigresse). Jeho květnatá výřečnost Dorothée neošálí: zajímá ji především, zda si ji hodlá vzít za ženu. A když se Mitouflard jasné odpovědi vyhýbá, odchází chůva bez dalšího na schůzku se svým třetím nápadníkem a zamyká za sebou dveře.
Mezitím se Gargaillou, pamětliv toho, že zde nesmí být přistižen muž, převlékl v almaře do šatů paní domu a v tomto přestrojení narazí na sapéra. Vydává se před Mitouflardem za Dorothéinu švagrovou a Mitouflard zase za jejího strýce. Voják se ženské postavě hned dvoří, výmluvně jí lichotí a opěvuje její krásu. Gargaillou jeho naléhání po delším zpěčování málem podléhá (duet De la belle que j'aime tant… Superbe créature).
Vývoj situace přeruší příchod Dorothée. Ta ze strachu před návratem svého zaměstnavatele vykazuje svého „strýce“ i svou „švagrovou“ z bytu. A to v poslední chvíli, protože pan domácí se právě zaskočil poptat, zda dítě v pořádku spí. Dorothée jej s ujištěním posílá zpět k sousedům. A poté konečně slyší smluvený signál Brin d'amourovy trubky (bolero De la trompette j'entends). Odejít na schůzku je velké riziko, ale Dorothée je ochotna ho pro dobrou věc – totiž vdavky – podstoupit. Odnáší dítěte z kolébky do ložnice jeho matky a odbíhá.
Brzy na to se komínem spustí Gargaillou, který se nechtěl spokojit s Dorothéiným odmítnutím. Ale když spatří někoho vkrádat se oknem, rychle se schová do opuštěné kolébky a zakryje se. Vetřelcem je Mitouflard, který přišel za stejným cílem. Když uslyší Gargailloua v kolébce kýchnout, začne ho kolébat a zpívat mu vojenskou ukolébavku (píseň Cric, crac, giberne et sac). Tu se ozve z vedlejší místnosti křik skutečného dítěte. Mitouflard se jde podívat, a když se vrátí s batoletem v náručí, narazí na Gargailloua, který se chtěl spasit útěkem. Mitouflard se umouněného kominíka lekne, považuje ho za černocha nebo orangutana, a několikrát ho udeří dítětem. Bláznivou honičku zarazí až Dorothée. Ujímá se dítěte a oba nápadníky rozhořčeně navždy vykazuje. Stěží by se jich zbavila, kdyby nezazněla večerka volající sapéra Mitouflarda do kasáren. Na naléhání obou ctitelů, aby se mezi nimi rozhodla, Dorothée sděluje, že rozhodnutí již padlo: vezme si Brin d'amoura. Zve je oba na svatbu. Mitouflard a Gargaillou přijímají porážku a odcházejí jako přátelé – nepochybně na sebe brzy narazí u jiné krásky. Na rozloučenou si spolu zatancují a v tomto veselí se vracejí pán a paní domu … (finále-tercet Oh! mon dieu! quel spectacle horrible! … C'est le tambour … J'aime Brin d'amour, le joli trompette).